# Chile en la Copa Mundial de Fútbol
La selección de fútbol de Chile, conocida como La Roja, ha participado de forma cíclica en nueve de las 22 ediciones de la Copa Mundial absoluta (1930, 1950, 1962, 1966, 1974, 1982, 1998, 2010 y 2014) —cuatro con su sede en Sudamérica y Europa, así como una en África—, siendo el cuarto equipo de la Confederación Sudamericana con más presencias.
En 1962 fue el anfitrión y obtuvo su mejor resultado histórico quedando en tercer puesto (el «principal logro del fútbol chileno»). En el ranking histórico del campeonato, ha disputado 33 partidos —11 triunfos, 7 empates y 15 derrotas— con un 40 % de rendimiento, anotado 40 goles y recibido 49. Elías Figueroa es el jugador local con más apariciones, tres: en 1966, 1974 y 1982.
Sus rivales directos para conseguir uno de los cinco cupos durante la Clasificación de la Conmebol tradicionalmente son Colombia, Paraguay y Perú, integrantes de la segunda línea sudamericana histórica, luego de sus países futbolizados: Argentina, Brasil y Uruguay.

## Copa Mundial de Fútbol de 1930

### Primera fase
Grupo A

| Equipo    | Pts | PJ | PG | PE | PP | GF | GC | Dif |
| --------- | --- | -- | -- | -- | -- | -- | -- | --- |
| Argentina | 6   | 3  | 3  | 0  | 0  | 10 | 4  | 6   |
| Chile     | 4   | 3  | 2  | 0  | 1  | 5  | 3  | 2   |
| Francia   | 2   | 3  | 1  | 0  | 2  | 4  | 3  | 1   |
| México    | 0   | 3  | 0  | 0  | 3  | 4  | 13 | -9  |

| 16 de julio de 1930, 14:45 | Chile                        | 2:0 (2:0) | México | Estadio Parque Central, Montevideo                         |                                                            |
|                            | Subiabre 3', 52' · Vidal 65' | Reporte   |        | Asistencia: 9249 espectadores Árbitro(s): Henry Christophe | Asistencia: 9249 espectadores Árbitro(s): Henry Christophe |

| 19 de julio de 1930, 12:50 | Chile        | 1:0 (0:0) | Francia | Estadio Centenario, Montevideo                          |                                                         |
|                            | Subiabre 65' | Reporte   |         | Asistencia: 2000 espectadores Árbitro(s): Aníbal Tejada | Asistencia: 2000 espectadores Árbitro(s): Aníbal Tejada |

| 22 de julio de 1930, 14:50 | Argentina                       | 3:1 (2:1) | Chile        | Estadio Centenario, Montevideo                            |                                                           |
|                            | Stábile 12', 13' · Evaristo 51' | Reporte   | Subiabre 15' | Asistencia: 41 459 espectadores Árbitro(s): Jean Langenus | Asistencia: 41 459 espectadores Árbitro(s): Jean Langenus |

### Estadísticas
| Equipo | Equipo     | Pts   | PJ | PG | PE | PP | GF | GC | Dif | Rend    |
| ------ | ---------- | ----- | -- | -- | -- | -- | -- | -- | --- | ------- |
| 4      | Yugoslavia | 4     | 3  | 2  | 0  | 1  | 7  | 7  | 0   | 66,60 % |
| 5      | Chile      | 10000 | 3  | 2  | 0  | 1  | 5  | 3  | +2  | 66,60 % |
| 6      | Brasil     |       | 2  | 1  | 0  | 1  | 5  | 2  | .5  | 50,00 % |

### Goleadores
| Jugador            | Anotado |
| ------------------ | ------- |
| Guillermo Subiabre | 2       |
| Carlos Vidal       | 2       |
| Manuel Rosas       | 1       |

## Copa Mundial de Fútbol de 1950

### Primera fase
Grupo A
| Equipo         | Pts | PJ | PG | PE | PP | GF | GC | Dif |
| -------------- | --- | -- | -- | -- | -- | -- | -- | --- |
| España         | 6   | 3  | 3  | 0  | 0  | 6  | 1  | 5   |
| Inglaterra     | 2   | 3  | 1  | 0  | 2  | 2  | 2  | 0   |
| Chile          | 2   | 3  | 1  | 0  | 2  | 5  | 6  | -1  |
| Estados Unidos | 2   | 3  | 1  | 0  | 2  | 4  | 8  | -4  |

| 25 de junio de 1950, 15:00 | Inglaterra                  | 2:0 (1:0) | Chile | Estádio Maracaná, Río de Janeiro                               |                                                                |
|                            | Mortensen 39' · Mannion 51' | Reporte   |       | Asistencia: 29 703 espectadores Árbitro(s): Karel van der Meer | Asistencia: 29 703 espectadores Árbitro(s): Karel van der Meer |

| 29 de junio de 1950, 15:00 | España                 | 2:0 (2:0) | Chile | Estádio Maracaná, Río de Janeiro                            |                                                             |
|                            | Basora 17' · Zarra 30' | Reporte   |       | Asistencia: 19 790 espectadores Árbitro(s): Alberto Malcher | Asistencia: 19 790 espectadores Árbitro(s): Alberto Malcher |

| 2 de julio de 1950, 15:00 | Chile                                                     | 5:2 (2:0) | Estados Unidos                | Estádio Ilha do Retiro, Recife                           |                                                          |
|                           | Robledo 16' · Cremaschi 32', 60' · Prieto 54' · Riera 82' | Reporte   | Wallace 47' · Maca 48' (pen.) | Asistencia: 8501 espectadores Árbitro(s): Mário Gardelli | Asistencia: 8501 espectadores Árbitro(s): Mário Gardelli |

### Estadísticas
| Equipo | Equipo         | Pts | PJ | PG | PE | PP | GF | GC | Dif | Rend   |
| ------ | -------------- | --- | -- | -- | -- | -- | -- | -- | --- | ------ |
| 8      | Inglaterra     | 2   | 3  | 1  | 0  | 2  | 7  | 7  | 0   | 33,3 % |
| 9      | Chile          | 2   | 3  | 1  | 0  | 2  | 5  | 3  | +2  | 33,3 % |
| 10     | Estados Unidos | 2   | 3  | 1  | 0  | 2  | 5  | 2  | +3  | 33,3 % |

### Goleadores
| Jugador          | Anotado |
| ---------------- | ------- |
| Atilio Cremaschi | 2       |
| Jorge Robledo    | 1       |
| Fernando Riera   | 1       |
| Andrés Prieto    | 1       |

## Copa Mundial de Chile 1962
Fernando Riera dirigió a la selección de Chile de cara al VII evento mundialista a realizarse en el mismo país en 1962 con 16 equipos participantes.
En los partidos del Grupo B (formado por Chile, Alemania Federal, Italia y Suiza), la selección chilena obtuvo dos triunfos y una derrota. En el primer partido, Chile venció por 3:1 a Suiza. El partido entre Chile e Italia, denominado como la «batalla de Santiago», se caracterizó por el estilo defensivo y violento por parte de ambos equipos; el marcador acabó 2:0 a favor de Chile. La derrota ante Alemania Federal por 0:2 dejó al combinado chileno en la segunda posición, situación que los llevó a enfrentarse a la Unión Soviética por cuartos de final.
En el partido de cuartos de final, jugado en la ciudad de Arica, Chile venció a los campeones de la Eurocopa de 1960 por 2:1, resultado que los condujo a semifinales, donde Chile enfrentó a Brasil, campeón vigente de la Copa Mundial, y fueron vencidos por 4:2 en un partido que arrojó como expulsados a Honorino Landa por Chile y a Garrincha por Brasil. Finalmente, en la definición por el tercer lugar, Chile venció 1:0 a Yugoslavia gracias a un gol en el último minuto del centrocampista Eladio Rojas. Hasta el momento, este ha sido su principal logro a nivel mundial.
Los jugadores más destacados de Chile en el torneo fueron el puntero izquierdo Leonel Sánchez, quien fue uno de los goleadores del torneo con cuatro tantos, el defensa Raúl Sánchez, el volante Jorge Toro, el centrocampista Eladio Rojas, el lateral derecho Luis Eyzaguirre y el polifuncional Jaime Ramírez. Fernando Riera se convirtió en el técnico más destacado en la historia de la selección chilena al lograr un podio mundial con jugadores de la liga local.

### Primera fase
Grupo B
| Equipo           | Pts | PJ | PG | PE | PP | GF | GC |
| ---------------- | --- | -- | -- | -- | -- | -- | -- |
| Alemania Federal | 5   | 3  | 2  | 1  | 0  | 4  | 1  |
| Chile            | 4   | 3  | 2  | 0  | 1  | 5  | 3  |
| Italia           | 3   | 3  | 1  | 1  | 1  | 3  | 2  |
| Suiza            | 0   | 3  | 0  | 0  | 3  | 2  | 8  |

| 30 de mayo de 1962, 15:00 | Chile                          | 3:1 (7:1) | Suiza        | Estadio Nacional, Santiago                                |                                                           |
|                           | Sánchez 44', 55' · Ramírez 51' | Reporte   | Wuethrich 6' | Asistencia: 65 006 espectadores Árbitro(s): Kenneth Aston | Asistencia: 65 006 espectadores Árbitro(s): Kenneth Aston |

| 2 de junio de 1962, 15:00                  | Chile                  | 2:0 (0:0) | Italia | Estadio Nacional, Santiago                                |                                                           |
|                                            | Ramírez 73' · Toro 87' | Reporte   |        | Asistencia: 66 057 espectadores Árbitro(s): Kenneth Aston | Asistencia: 66 057 espectadores Árbitro(s): Kenneth Aston |
| Ver Batalla de Santiago para más detalles. |                        |           |        |                                                           |                                                           |

| 6 de junio de 1962, 15:00 | Alemania Federal                  | 2:0 (1:0) | Chile | Estadio Nacional, Santiago                                  |                                                             |
|                           | Szymaniak 21' (pen.) · Seeler 82' | Reporte   |       | Asistencia: 67 224 espectadores Árbitro(s): Robert Davidson | Asistencia: 67 224 espectadores Árbitro(s): Robert Davidson |

#### Cuartos de final
| 10 de junio de 1962 | Chile                          | 2:1 (2:1) | Unión Soviética | Estadio Carlos Dittborn, Arica                       |                                                      |
|                     | Sánchez 11' (t.l.) · Rojas 29' |           | Chislenko 26'   | Asistencia: 17 268 espectadores Árbitro(s): Leo Horn | Asistencia: 17 268 espectadores Árbitro(s): Leo Horn |

#### Semifinales
| 13 de junio de 1962, 14:30 | Brasil                            | 4:2 (2:1) | Chile                         | Estadio Nacional, Santiago                                  |                                                             |
|                            | Garrincha 9', 32' · Vavá 47', 78' | Reporte   | Toro 42' · Sánchez 61' (pen.) | Asistencia: 76 500 espectadores Árbitro(s): Arturo Yamasaki | Asistencia: 76 500 espectadores Árbitro(s): Arturo Yamasaki |

#### Tercer Lugar
| 16 de junio de 1962, 14:30 | Chile     | 1:0 (0:0) | Yugoslavia | Estadio Nacional, Santiago                                   |                                                              |
|                            | Rojas 90' | Reporte   |            | Asistencia: 67 000 espectadores Árbitro(s): Juan Gardeazábal | Asistencia: 67 000 espectadores Árbitro(s): Juan Gardeazábal |

### Estadísticas
| Equipo | Equipo         | Pts | PJ | PG | PE | PP | GF | GC | Dif | Rend   |
| ------ | -------------- | --- | -- | -- | -- | -- | -- | -- | --- | ------ |
| 1      | Brasil         | 11  | 6  | 5  | 1  | 0  | 14 | 5  | +9  | 91,7 % |
| 2      | Checoslovaquia | 7   | 6  | 3  | 1  | 2  | 7  | 7  | 0   | 58,3 % |
| 3      | Chile          | 8   | 6  | 4  | 0  | 2  | 10 | 8  | +2  | 66,7 % |
| 4      | Yugoslavia     | 6   | 6  | 3  | 0  | 3  | 10 | 7  | +3  | 50,0 % |

### Goleadores
| Jugador        | Anotado |
| -------------- | ------- |
| Leonel Sánchez | 4       |
| Jaime Ramírez  | 2       |
| Eladio Rojas   | 2       |
| Jorge Toro     | 2       |

## Copa Mundial de Fútbol de 1966

### Primera fase
Grupo D
| Equipo          | Pts | PJ | PG | PE | PP | GF | GC |
| --------------- | --- | -- | -- | -- | -- | -- | -- |
| Unión Soviética | 6   | 3  | 3  | 0  | 0  | 6  | 1  |
| Corea del Norte | 3   | 3  | 1  | 1  | 1  | 2  | 4  |
| Italia          | 2   | 3  | 1  | 0  | 2  | 2  | 2  |
| Chile           | 1   | 3  | 0  | 1  | 2  | 2  | 5  |

| 13 de julio de 1966, 19:30 | Italia                   | 2:0 (1:0) | Chile | Roker Park, Sunderland                                       |                                                              |
|                            | Mazzola 8' · Barison 88' | Reporte   |       | Asistencia: 27 199 espectadores Árbitro(s): Gottfried Dienst | Asistencia: 27 199 espectadores Árbitro(s): Gottfried Dienst |

| 15 de julio de 1966, 19:30 | Corea del Norte | 1:1 (0:1) | Chile             | Ayresome Park, Middlesbrough                                   |                                                                |
|                            | Seung 88'       | Reporte   | Marcos 26' (pen.) | Asistencia: 13 792 espectadores Árbitro(s): Aly Hussein Kandil | Asistencia: 13 792 espectadores Árbitro(s): Aly Hussein Kandil |

| 20 de julio de 1966, 19:30 | Unión Soviética   | 2:1 (1:1) | Chile      | Roker Park, Sunderland                                 |                                                        |
|                            | Porkujan 28', 85' | Reporte   | Marcos 32' | Asistencia: 16 027 espectadores Árbitro(s): John Adair | Asistencia: 16 027 espectadores Árbitro(s): John Adair |

### Estadísticas
| Equipo | Equipo   | Pts | PJ | PG | PE | PP | GF | GC | Dif | Rend   |
| ------ | -------- | --- | -- | -- | -- | -- | -- | -- | --- | ------ |
| 13     | Francia  | 1   | 3  | 0  | 1  | 2  | 2  | 5  | -3  | 16,6 % |
| 13     | Chile    | 1   | 3  | 0  | 1  | 2  | 2  | 5  | -3  | 16,6 % |
| 15     | Bulgaria | 0   | 3  | 0  | 0  | 3  | 1  | 8  | -7  | 0 %    |

### Goleadores
| Jugador      | Anotado |
| ------------ | ------- |
| Rubén Marcos | 2       |

## Copa Mundial de Fútbol de 1974

### Primera fase
Grupo A
| Equipo               | Pts | PJ | PG | PE | PP | GF | GC | Dif |
| -------------------- | --- | -- | -- | -- | -- | -- | -- | --- |
| Alemania Democrática | 5   | 3  | 2  | 1  | 0  | 4  | 1  | 3   |
| Alemania Federal     | 4   | 3  | 2  | 0  | 1  | 4  | 1  | 3   |
| Chile                | 2   | 3  | 0  | 2  | 1  | 1  | 2  | -1  |
| Australia            | 1   | 3  | 0  | 1  | 2  | 0  | 5  | -5  |

| 14 de junio de 1974                                                                          | Alemania     | 1:0 (1:0) | Chile | Estadio Olímpico de Berlín, Berlín                        |                                                           |
|                                                                                              | Breitner 18' |           |       | Asistencia: 83 168 espectadores Árbitro(s): Doğan Babacan | Asistencia: 83 168 espectadores Árbitro(s): Doğan Babacan |
| Carlos Caszely es el primer expulsado por el sistema de tarjeta roja instaurado por la FIFA. |              |           |       |                                                           |                                                           |

| 18 de junio de 1974 | Chile       | 1:1 (0:0) | Alemania Democrática | Estadio Olímpico de Berlín, Berlín                           |                                                              |
|                     | Ahumada 69' |           | Hoffmann 55'         | Asistencia: 20 000 espectadores Árbitro(s): Aurelio Angonese | Asistencia: 20 000 espectadores Árbitro(s): Aurelio Angonese |

| 22 de junio de 1974 | Australia | 0:0 | Chile | Estadio Olímpico de Berlín, Berlín                        |  |
|                     |           |     |       | Asistencia: 14 681 espectadores Árbitro(s): Jaffar Namdar |  |

### Estadísticas
| Equipo | Equipo   | Pts | PJ | PG | PE | PP | GF | GC | Dif | Rend   |
| ------ | -------- | --- | -- | -- | -- | -- | -- | -- | --- | ------ |
| 10     | Italia   | 3   | 3  | 1  | 1  | 1  | 5  | 4  | +1  | 50,0 % |
| 11     | Chile    | 2   | 3  | 0  | 2  | 1  | 1  | 2  | -1  | 33,3 % |
| 12     | Bulgaria | 2   | 3  | 0  | 2  | 1  | 2  | 5  | -3  | 33,3 % |

### Goleadores
| Jugador        | Anotado |
| -------------- | ------- |
| Sergio Ahumada | 1       |

## Copa Mundial de Fútbol de 1982

### Primera fase
Grupo B
| Equipo           | Pts | PJ | PG | PE | PP | GF | GC | Dif |
| ---------------- | --- | -- | -- | -- | -- | -- | -- | --- |
| Alemania Federal | 4   | 3  | 2  | 0  | 1  | 6  | 3  | 3   |
| Austria          | 4   | 3  | 2  | 0  | 1  | 3  | 1  | 2   |
| Argelia          | 4   | 3  | 2  | 0  | 1  | 5  | 5  | 0   |
| Chile            | 0   | 3  | 0  | 0  | 3  | 3  | 8  | -5  |

| 17 de junio de 1982 | Chile | 0:1 (0:1) | Austria       | Estadio Carlos Tartiere, Oviedo                                    |                                                                    |
|                     |       |           | Schachner 22' | Asistencia: 22 500 espectadores Árbitro(s): Juan Daniel Cardellino | Asistencia: 22 500 espectadores Árbitro(s): Juan Daniel Cardellino |

| 20 de junio de 1982 | Alemania                               | 4:1 (1:0) | Chile       | Estadio El Molinón, Gijón                                |                                                          |
|                     | Rummenigge 9', 57', 66' · Reinders 83' |           | Moscoso 90' | Asistencia: 42 000 espectadores Árbitro(s): Bruno Galler | Asistencia: 42 000 espectadores Árbitro(s): Bruno Galler |

| 24 de junio de 1982 | Argelia                       | 3:2 (3:0) | Chile                           | Estadio Carlos Tartiere, Oviedo                                  |                                                                  |
|                     | Assad 7', 31' · Bensaoula 35' |           | Neira 59' (pen.) · Letelier 73' | Asistencia: 16 000 espectadores Árbitro(s): Romulo Méndez Molina | Asistencia: 16 000 espectadores Árbitro(s): Romulo Méndez Molina |

### Estadísticas
| Equipo | Equipo        | Pts | PJ | PG | PE | PP | GF | GC | Dif | Rend   |
| ------ | ------------- | --- | -- | -- | -- | -- | -- | -- | --- | ------ |
| 21     | Kuwait        | 1   | 3  | 0  | 1  | 2  | 2  | 6  | -4  | 16,6 % |
| 22     | Chile         | 0   | 3  | 0  | 0  | 3  | 3  | 8  | -5  | 0 %    |
| 23     | Nueva Zelanda | 0   | 3  | 0  | 0  | 3  | 2  | 12 | -10 | 0 %    |

### Goleadores
| Jugador              | Anotado |
| -------------------- | ------- |
| Juan Carlos Letelier | 1       |
| Gustavo Moscoso      | 1       |
| Miguel Ángel Neira   | 1       |

## Copa Mundial de Fútbol de 1998

### Primera fase
Grupo B
| Equipo  | Pts | PJ | PG | PE | PP | GF | GC | Dif |
| ------- | --- | -- | -- | -- | -- | -- | -- | --- |
| Italia  | 7   | 3  | 2  | 1  | 0  | 7  | 3  | 4   |
| Chile   | 3   | 3  | 0  | 3  | 0  | 4  | 4  | 0   |
| Austria | 2   | 3  | 0  | 2  | 1  | 3  | 4  | -1  |
| Camerún | 2   | 3  | 0  | 2  | 1  | 2  | 5  | -3  |

| 11 de junio de 1998, 17:30 | Italia                           | 2:2 (1:1) | Chile            | Parc Lescure, Burdeos                                          |                                                                |
|                            | Vieri 11' · R. Baggio 84' (pen.) |           | Salas 45+3', 48' | Asistencia: 31 800 espectadores Árbitro(s): Lucien Bouchardeau | Asistencia: 31 800 espectadores Árbitro(s): Lucien Bouchardeau |

| 17 de junio de 1998, 17:30 | Chile     | 1:1 (0:0) | Austria      | Stade Geoffroy-Guichard, St. Étienne                       |                                                            |
|                            | Salas 70' |           | Vastic 90+2' | Asistencia: 30 600 espectadores Árbitro(s): Gamal Ghandour | Asistencia: 30 600 espectadores Árbitro(s): Gamal Ghandour |

| 23 de junio de 1998, 16:00 | Chile                   | 1:1 (1:0) | Camerún   | Stade de la Beaujoire, Nantes                             |                                                           |
|                            | J. L. Sierra 20' (t.l.) |           | Mboma 56' | Asistencia: 35 000 espectadores Árbitro(s): Laszlo Vagner | Asistencia: 35 000 espectadores Árbitro(s): Laszlo Vagner |

#### Octavos de final
| 27 de junio de 1998, 21:00 | Brasil                                             | 4:1 (3:0) | Chile     | Parque de los Príncipes, París                         |                                                        |
|                            | César Sampaio 11', 27' · Ronaldo 45+1' (pen.), 70' | Reporte   | Salas 68' | Asistencia: 45 500 espectadores Árbitro(s): Marc Batta | Asistencia: 45 500 espectadores Árbitro(s): Marc Batta |

### Estadísticas
| Equipo | Equipo  | Pts | PJ | PG | PE | PP | GF | GC | Dif | Rend   |
| ------ | ------- | --- | -- | -- | -- | -- | -- | -- | --- | ------ |
| 15     | Noruega | 5   | 4  | 1  | 2  | 1  | 5  | 5  | 0   | 41,7 % |
| 16     | Chile   | 3   | 4  | 0  | 3  | 1  | 5  | 8  | -3  | 25,0 % |
| 17     | España  | 4   | 3  | 1  | 1  | 1  | 8  | 4  | +4  | 44,4 % |

### Goleadores
| Jugador          | Anotado |
| ---------------- | ------- |
| Marcelo Salas    | 4       |
| José Luis Sierra | 1       |

## Copa Mundial de Fútbol de 2010

### Primera fase
Grupo H
| Equipo   | Pts | PJ | PG | PE | PP | GF | GC | Dif |
| -------- | --- | -- | -- | -- | -- | -- | -- | --- |
| España   | 6   | 3  | 2  | 0  | 1  | 4  | 2  | 2   |
| Chile    | 6   | 3  | 2  | 0  | 1  | 3  | 2  | 1   |
| Suiza    | 4   | 3  | 1  | 1  | 1  | 1  | 1  | 0   |
| Honduras | 1   | 3  | 0  | 1  | 2  | 0  | 3  | -3  |

| 16 de junio de 2010, 13:30 | Honduras | 0:1 (0:1) | Chile          | Estadio Mbombela, Nelspruit                              |                                                          |
|                            |          | Reporte   | Beausejour 34' | Asistencia: 32 664 espectadores Árbitro(s): Eddy Maillet | Asistencia: 32 664 espectadores Árbitro(s): Eddy Maillet |

| 21 de junio de 2010, 16:00 | Chile        | 1:0 (1:0) | Suiza | Estadio Nelson Mandela Bay, Port Elizabeth                   |                                                              |
|                            | González 75' | Reporte   |       | Asistencia: 34 872 espectadores Árbitro(s): Khalil Al Ghamdi | Asistencia: 34 872 espectadores Árbitro(s): Khalil Al Ghamdi |

| 25 de junio de 2010, 20:30 | Chile      | 1:2 (0:2) | España                  | Estadio Loftus Versfeld, Pretoria                           |                                                             |
|                            | Millar 47' | Reporte   | Villa 24' · Iniesta 37' | Asistencia: 41 958 espectadores Árbitro(s): Marco Rodríguez | Asistencia: 41 958 espectadores Árbitro(s): Marco Rodríguez |

#### Octavos de final
| 28 de junio de 2010, 20:30 | Brasil                                    | 3:0 (2:0) | Chile | Estadio Ellis Park, Johannesburgo                       |                                                         |
|                            | Juan 35' · Luís Fabiano 38' · Robinho 59' | Reporte   |       | Asistencia: 54 096 espectadores Árbitro(s): Howard Webb | Asistencia: 54 096 espectadores Árbitro(s): Howard Webb |

### Estadísticas
| Equipo | Equipo   | Pts | PJ | PG | PE | PP | GF | GC | Dif | Rend   |
| ------ | -------- | --- | -- | -- | -- | -- | -- | -- | --- | ------ |
| 9      | Japón    | 7   | 4  | 2  | 1  | 1  | 4  | 2  | +2  | 58,3 % |
| 10     | Chile    | 6   | 4  | 2  | 0  | 2  | 3  | 5  | -2  | 50,0 % |
| 11     | Portugal | 5   | 4  | 1  | 2  | 1  | 7  | 1  | +6  | 41,7 % |

### Goleadores
| Jugador         | Anotado |
| --------------- | ------- |
| Jean Beausejour | 1       |
| Mark González   | 1       |
| Rodrigo Millar  | 1       |

## Copa Mundial de Fútbol de 2014

### Primera fase
Grupo B
| Selección    | Pts. | PJ | PG | PE | PP | GF | GC | Dif |
| ------------ | ---- | -- | -- | -- | -- | -- | -- | --- |
| Países Bajos | 9    | 3  | 3  | 0  | 0  | 10 | 3  | +7  |
| Chile        | 6    | 3  | 2  | 0  | 1  | 5  | 3  | +2  |
| España       | 3    | 3  | 1  | 0  | 2  | 4  | 7  | -3  |
| Australia    | 0    | 3  | 0  | 0  | 3  | 3  | 9  | -6  |

| 13 de junio de 2014, 18:00 (UTC-4) | Chile                                         | 3:1 (2:1) | Australia  | Arena Pantanal, Cuiabá                                      |                                                             |
|                                    | Sánchez 12' · Valdivia 14' · Beausejour 90+2' | Reporte   | Cahill 35' | Asistencia: 40 275 espectadores Árbitro(s): Noumandiez Doue | Asistencia: 40 275 espectadores Árbitro(s): Noumandiez Doue |

| 18 de junio de 2014, 16:00 (UTC-3)                    | España | 0:2 (0:2) | Chile                     | Estadio Maracaná, Río de Janeiro                        |                                                         |
|                                                       |        | Reporte   | Vargas 20' · Aránguiz 43' | Asistencia: 74 101 espectadores Árbitro(s): Mark Geiger | Asistencia: 74 101 espectadores Árbitro(s): Mark Geiger |
| Primera victoria en la historia de Chile sobre España |        |           |                           |                                                         |                                                         |

| 23 de junio de 2014, 13:00 (UTC-3) | Países Bajos          | 2:0 (0:0) | Chile | Estadio Arena Corinthians, São Paulo                       |                                                            |
|                                    | Fer 77' · Memphis 90' | Reporte   |       | Asistencia: 62 996 espectadores Árbitro(s): Bakary Gassama | Asistencia: 62 996 espectadores Árbitro(s): Bakary Gassama |

#### Octavos de final
| 28 de junio de 2014, 13:00 (UTC-3) | Brasil {{Geodatos Brasil (deporte)             | bandera icono              | variante =                                 | tamaño = }}                                             | vs. (t. s.)(3:2 p.)                                     | Chile | Estadio Mineirão, Belo Horizonte |  |
|                                    | David Luiz 18'                                 | Reporte                    | Sánchez 32'                                | Asistencia: 57 714 espectadores Árbitro(s): Howard Webb | Asistencia: 57 714 espectadores Árbitro(s): Howard Webb |       |                                  |  |
|                                    |                                                | Tiros desde el punto penal |                                            |                                                         |                                                         |       |                                  |  |
|                                    | David Luiz · Willian · Marcelo · Hulk · Neymar |                            | Pinilla · Sánchez · Aránguiz · Díaz · Jara |                                                         |                                                         |       |                                  |  |

### Estadísticas
| Equipo | Equipo     | Pts | PJ | PG | PE | PP | GF | GC | Dif | Rend   |
| ------ | ---------- | --- | -- | -- | -- | -- | -- | -- | --- | ------ |
| 8      | Costa Rica | 9   | 5  | 2  | 3  | 0  | 5  | 2  | +3  | 60,0 % |
| 9      | Chile      | 7   | 4  | 2  | 1  | 1  | 6  | 4  | +2  | 58,3 % |
| 10     | México     | 7   | 4  | 2  | 1  | 1  | 5  | 3  | +2  | 58,3 % |

### Goleadores
| Jugador          | Anotado |
| ---------------- | ------- |
| Alexis Sánchez   | 2       |
| Charles Aránguiz | 1       |
| Jean Beausejour  | 1       |
| Jorge Valdivia   | 1       |
| Eduardo Vargas   | 1       |

## Estadísticas finales

### Estadísticas por torneo
| Sede y año | Ronda                  | Puesto                 | PJ                     | PG                     | PE                     | PP                     | GF                     | GC                     | Dif                    | Rend (%)               | Goleador                             |
| ---------- | ---------------------- | ---------------------- | ---------------------- | ---------------------- | ---------------------- | ---------------------- | ---------------------- | ---------------------- | ---------------------- | ---------------------- | ------------------------------------ |
| 1930       | Primera fase           | 5.º                    | 3                      | 2                      | 0                      | 1                      | 5                      | 3                      | +2                     | 66,66                  | Subiabre y Vidal: 2                  |
| 1934       | Se retiró              | Se retiró              | Se retiró              | Se retiró              | Se retiró              | Se retiró              | Se retiró              | Se retiró              | Se retiró              | Se retiró              | Se retiró                            |
| 1938       | Se retiró              | Se retiró              | Se retiró              | Se retiró              | Se retiró              | Se retiró              | Se retiró              | Se retiró              | Se retiró              | Se retiró              | Se retiró                            |
| 1950       | Primera fase           | 9.º                    | 3                      | 1                      | 0                      | 2                      | 5                      | 6                      | -1                     | 33,33                  | Cremaschi: 2                         |
| 1954       | No clasificó           | No clasificó           | No clasificó           | No clasificó           | No clasificó           | No clasificó           | No clasificó           | No clasificó           | No clasificó           | No clasificó           | No clasificó                         |
| 1958       | No clasificó           | No clasificó           | No clasificó           | No clasificó           | No clasificó           | No clasificó           | No clasificó           | No clasificó           | No clasificó           | No clasificó           | No clasificó                         |
| 1962       | Tercer lugar           | 3.º                    | 6                      | 4                      | 0                      | 2                      | 10                     | 8                      | +2                     | 66,66                  | L. Sánchez: 4                        |
| 1966       | Primera Fase           | 13.º                   | 3                      | 0                      | 1                      | 2                      | 2                      | 5                      | -3                     | 11,11                  | Marcos: 2                            |
| 1970       | No clasificó           | No clasificó           | No clasificó           | No clasificó           | No clasificó           | No clasificó           | No clasificó           | No clasificó           | No clasificó           | No clasificó           | No clasificó                         |
| 1974       | Primera Fase           | 11.º                   | 3                      | 0                      | 2                      | 1                      | 1                      | 2                      | -1                     | 22,22                  | Ahumada: 1                           |
| 1978       | No clasificó           | No clasificó           | No clasificó           | No clasificó           | No clasificó           | No clasificó           | No clasificó           | No clasificó           | No clasificó           | No clasificó           | No clasificó                         |
| 1982       | Primera fase           | 22.º                   | 3                      | 0                      | 0                      | 3                      | 3                      | 8                      | -5                     | 0                      | Letelier, Moscoso y Neira: 1         |
| 1986       | No clasificó           | No clasificó           | No clasificó           | No clasificó           | No clasificó           | No clasificó           | No clasificó           | No clasificó           | No clasificó           | No clasificó           | No clasificó                         |
| 1990       | No clasificó           | No clasificó           | No clasificó           | No clasificó           | No clasificó           | No clasificó           | No clasificó           | No clasificó           | No clasificó           | No clasificó           | No clasificó                         |
| 1994       | Suspendido por la FIFA | Suspendido por la FIFA | Suspendido por la FIFA | Suspendido por la FIFA | Suspendido por la FIFA | Suspendido por la FIFA | Suspendido por la FIFA | Suspendido por la FIFA | Suspendido por la FIFA | Suspendido por la FIFA | Suspendido por la FIFA               |
| 1998       | ''Octavos de final''   | 16.º                   | 4                      | 0                      | 3                      | 1                      | 5                      | 8                      | -3                     | 25                     | Salas: 4                             |
| 2002       | No clasificó           | No clasificó           | No clasificó           | No clasificó           | No clasificó           | No clasificó           | No clasificó           | No clasificó           | No clasificó           | No clasificó           | No clasificó                         |
| 2006       | No clasificó           | No clasificó           | No clasificó           | No clasificó           | No clasificó           | No clasificó           | No clasificó           | No clasificó           | No clasificó           | No clasificó           | No clasificó                         |
| 2010       | Octavos de final       | 10.º                   | 4                      | 2                      | 0                      | 2                      | 3                      | 5                      | -2                     | 50                     | Beausejour, González y Millar: 1     |
| 2014       | Octavos de final       | 9.º                    | 4                      | 2                      | 1                      | 1                      | 6                      | 4                      | +2                     | 58,33                  | A. Sánchez: 2                        |
| 2018       | No clasificó           | No clasificó           | No clasificó           | No clasificó           | No clasificó           | No clasificó           | No clasificó           | No clasificó           | No clasificó           | No clasificó           | No clasificó                         |
| 2022       | No clasificó           | No clasificó           | No clasificó           | No clasificó           | No clasificó           | No clasificó           | No clasificó           | No clasificó           | No clasificó           | No clasificó           | No clasificó                         |
| 2026       | No clasificó           | No clasificó           | No clasificó           | No clasificó           | No clasificó           | No clasificó           | No clasificó           | No clasificó           | No clasificó           | No clasificó           | No clasificó                         |
| Total      | 13/22                  | 20.º                   | 33                     | 11                     | 7                      | 15                     | 40                     | 49                     | -9                     | 40,40                  | L. Sánchez y Salas: 4 (24 jugadores) |

### Estadísticas por rival
| Selección            | Confederación | PJ | PG | PE | PP | GF | GC | Dif. | Rend. (%) |
| -------------------- | ------------- | -- | -- | -- | -- | -- | -- | ---- | --------- |
| Alemania Democrática | UEFA          | 1  | 0  | 1  | 0  | 1  | 1  | 0    | 33,33     |
| Alemania Federal     | UEFA          | 3  | 0  | 0  | 3  | 1  | 7  | -6   | 0         |
| Argelia              | CAF           | 1  | 0  | 0  | 1  | 2  | 3  | -1   | 0         |
| Argentina            | Conmebol      | 1  | 0  | 0  | 1  | 1  | 3  | -2   | 0         |
| Australia            | OFC           | 2  | 1  | 1  | 0  | 3  | 1  | +2   | 66,66     |
| Austria              | UEFA          | 2  | 0  | 1  | 1  | 1  | 2  | -1   | 16,66     |
| Brasil               | Conmebol      | 4  | 0  | 1  | 3  | 4  | 12 | -8   | 8,33      |
| Camerún              | CAF           | 1  | 0  | 1  | 0  | 1  | 1  | 0    | 33,33     |
| Corea del Norte      | AFC           | 1  | 0  | 1  | 0  | 1  | 1  | 0    | 33,33     |
| España               | UEFA          | 3  | 1  | 0  | 2  | 3  | 4  | -1   | 33,33     |
| Estados Unidos       | Concacaf      | 1  | 1  | 0  | 0  | 5  | 2  | +3   | 100       |
| Francia              | UEFA          | 1  | 1  | 0  | 0  | 1  | 0  | +1   | 100       |
| Honduras             | Concacaf      | 1  | 1  | 0  | 0  | 1  | 0  | +1   | 100       |
| Inglaterra           | UEFA          | 1  | 0  | 0  | 1  | 0  | 2  | -2   | 0         |
| Italia               | UEFA          | 3  | 1  | 1  | 1  | 4  | 4  | 0    | 44,44     |
| México               | Concacaf      | 1  | 1  | 0  | 0  | 3  | 0  | +3   | 100       |
| Países Bajos         | UEFA          | 1  | 0  | 0  | 1  | 0  | 2  | -2   | 0         |
| Suiza                | UEFA          | 2  | 2  | 0  | 0  | 4  | 1  | +3   | 100       |
| Unión Soviética      | UEFA          | 2  | 1  | 0  | 1  | 3  | 3  | 0    | 50        |
| Yugoslavia           | UEFA          | 1  | 1  | 0  | 0  | 1  | 0  | +1   | 100       |
| Total                |               | 33 | 11 | 7  | 15 | 40 | 49 | -9   | 40,40     |

### Tabla estadística
|      | Equipo  | PCM | Resultados | Resultados | Resultados | Resultados | Resultados | Resultados | Resultados | Resultados | Participación | Participación | Participación | Participación | Participación | Participación | Participación | Participación | Participación | Participación | Participación | Participación | Participación | Participación | Participación | Participación | Participación | Participación | Participación | Participación | Participación |
| Pts  | Equipo  | PCM | PJ         | PG         | PE         | PP         | Rnd        | GF         | GC         | 30         | 34            | 38            | 50            | 54            | 58            | 62            | 66            | 70            | 74            | 78            | 82            | 86            | 90            | 94            | 98            | 02            | 06            | 10            | 14            | 18            |               |
| ---- | ------- | --- | ---------- | ---------- | ---------- | ---------- | ---------- | ---------- | ---------- | ---------- | ------------- | ------------- | ------------- | ------------- | ------------- | ------------- | ------------- | ------------- | ------------- | ------------- | ------------- | ------------- | ------------- | ------------- | ------------- | ------------- | ------------- | ------------- | ------------- | ------------- | ------------- |
| 19.º | Austria | 7   | 40         | 29         | 12         | 4          | 13         | 46 %       | 43         | 47         |               | 4.º           |               |               | 3.º           | 15.º          |               |               |               |               | 7.º           | 8.º           |               | 18.º          |               | 23.º          |               |               |               |               |               |
| 20.º | Chile   | 9   | 40         | 33         | 11         | 7          | 15         | 40 %       | 40         | 49         | 5.º           |               |               | 9.º           |               |               | 3.º           | 13.º          |               | 11.º          |               | 22.º          |               |               |               | 16.º          |               |               | 10.º          | 9.º           |               |
| 21.º | Suiza   | 10  | 39         | 33         | 11         | 6          | 16         | 39 %       | 45         | 59         |               | 7.º           | 6.º           | 6.º           | 5.º           |               | 16.º          | 16.º          |               |               |               |               |               |               | 15.º          |               |               | 10.º          | 19.º          | 11.º          |               |

## Otros datos
- Copas Mundiales de Fútbol en las que ha participado: 9 (1930, 1950, 1962, 1966, 1974, 1982, 1998, 2010, 2014).
- Mejor ubicación en una Copa Mundial: tercer lugar en 1962.
- Mayor racha de victorias: 3 (ante  Estados Unidos,  Suiza e  Italia en el periodo 1950-1962).
- Mayor racha de empates: 3 (ante  Italia,  Austria y  Camerún en 1998).
- Mayor racha de derrotas: 3 (ante  Argentina,  Inglaterra y  España en el periodo 1930-1950; y ante  Austria,  Alemania y  Argelia en 1982).
- Partidos seguidos marcando un gol: 9 (ante  Alemania,  Argelia,  Italia,  Camerún,  Austria,  Brasil,  Honduras,  Suiza y  España en el periodo 1982-2010).
- Partidos seguidos recibiendo un gol: 7 (en el periodo 1982-1998).
- Mayor victoria: 3:0 (ante  México en 1930) y 5:2 (ante  Estados Unidos en 1950).
- Empate con más goles: 2:2 (ante  Italia en 1998).
- Peor derrota: 1:4 (ante  Alemania en 1982 y  Brasil en 1998) y 0:3 (ante  Brasil en 2010).
- Primera victoria: 3:0 (ante  México en 1930).
- Primer empate: 1:1 (ante  Corea del Norte en 1966).
- Primera derrota: 1:3 (ante  Argentina en 1930).
- Más partidos sin perder (victoria o empate): 3 ( en el periodo 1950-1962).
- Más partidos sin ganar (empate o derrota): 13 ( en el periodo 1966-1998).
- Más partidos sin empatar (victoria o derrota): 13 (en el periodo 1930-1966).
- Partidos en que se disputó tiempo suplementario: 1 (ante  Brasil en 2014).
- Partidos en que se disputó tiros desde el punto penal: 1 (ante  Brasil en 2014).
- Goles anotados desde lanzamiento de penales: 3 (ante  Brasil en 1962,  Corea del Norte en 1966 y  Argelia en 1982).
- Gol a favor por autogol: 1 (ante  México en 1930).
- Más partidos disputados ante una selección: 4 (ante  Brasil en 1962, 1998, 2010 y 2014).